# Vrienden van Heverleebos en Meerdaalwoud

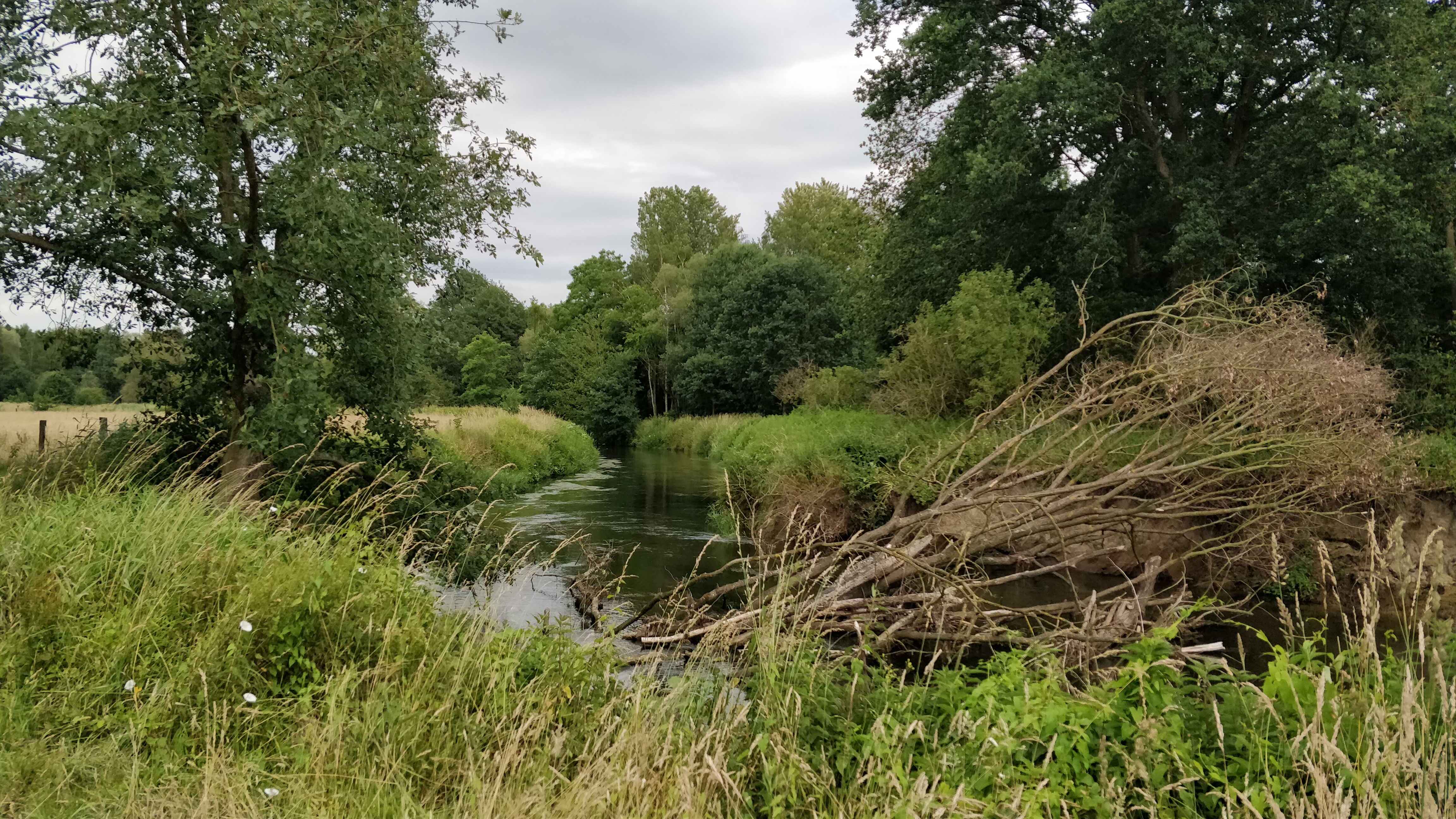
De dijle in de Doode Bemde

De Vrienden van Heverleebos en Meerdaalwoud is een vzw die zich bezighoudt met natuureducatie en -bescherming in de streek rond de Belgische stad Leuven en bij uitbreiding ook verder in het Dijleland. Naast natuurbescherming staat ze ook in voor het beheer van het 286 hectare grote natuurreservaat De Doode Bemde.
De werking steunt op drie pijlers – natuureducatie, beleidswerk en natuurbehoud – die gerealiseerd worden door verschillende werkgroepen.

## Geschiedenis
De VHM werd in 1969 opgericht naar aanleiding van talrijke bedreigingen voor Heverleebos en Meerdaalwoud, enkele van de laatste grote bosgebieden in Vlaanderen. Om mensen bewuster te maken van het belang van deze natuurgebieden, ontplooide de VHM in de daaropvolgende jaren een uitgebreide bewustmakingscampagne: 
- In 1971 organiseerde de VHM de Nationale Natuurbeschermingsdag in het Meerdaalwoud. Onder andere hierdoor werden Heverleebos en Meerdaalwoud in datzelfde jaar geklasseerd als landschap.
- In 1973 werd de werkgroep Natuurgidsen opgericht.
- In 1976 werd een natuurfonds opgericht om zelf bedreigde natuur aan te kopen.
- In 1979 volgde een tentoonstelling: “Een bos voor de mensen”.
- In 1981 volgden een eindrapport en volledig compendium voor een “Natuurpark Dijleland”.

Ook in 1981 verwierf de vereniging de eerste percelen van de Doode Bemde. Het infocentrum in het toenmalige Gemeentehuis van Heverlee werd officieel geopend in 1983. 
In 1984 volgde de voorstelling van het “Natuurpark Dijleland“. Het jaar erop werd de eerste kaas- en spaghettiavond georganiseerd in zaal Pavo ten voordele van de Doode Bemde. In 1997 was er de opstart van het Regionaal Landschap Dijleland (RLD) en tevens de start van de professionele terreinploeg in de Doode Bemde. Het jaar erop volgde de erkenning van VHM volgens het Minadecreet. In 1999 vond de opening en beschrijving plaats van het eerste wandelpad in de Doode Bemde: een lus van ongeveer 3 km, op het Doode Bemdekaartje aangeduid in het blauw. Het volgende jaar volgde de klassering als landschap van het Kouterbos en de omgeving van het Zoet Water in Oud-Heverlee. 

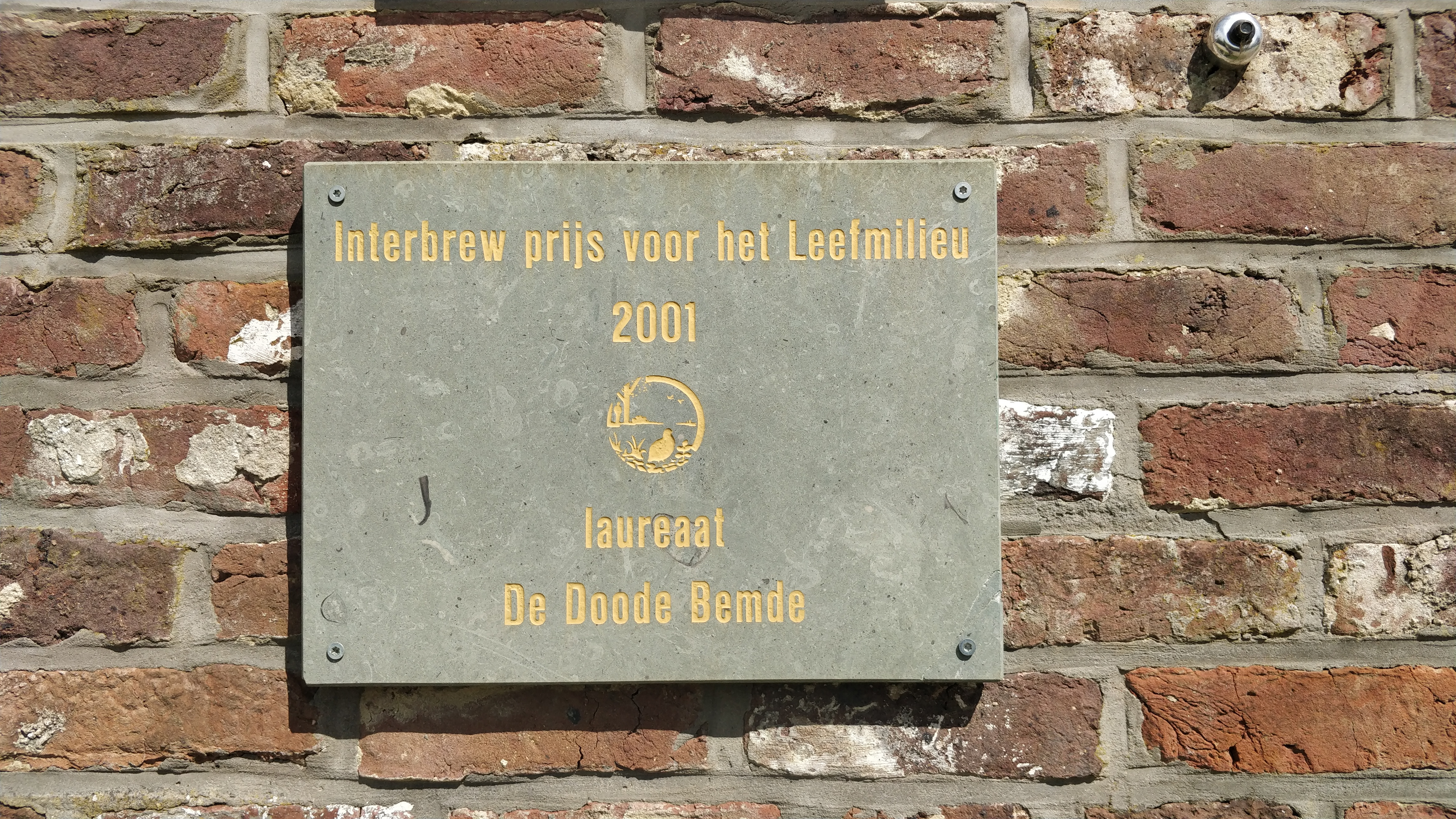
De interbrew prijs voor het Leefmilieu

In 2001 kreeg de vereniging uit handen van Prins Laurent de Interbrew Baillet-Latourprijs voor het leefmilieu. Deze prijs kreeg men door het project de “droge voeten voor de Leuvenaars, natte voor de roerdomp”. Dit project houdt in dat men de Doode Bemde laat overstromen bij hevig regenweer zodat stroomafwaarts de kans op wateroverlast wordt verminderd.  
In 2004 werd een brug gebouwd over de Leigracht aan de tramdijk in de Doode Bemde. In datzelfde jaar werd het wandelpad langs de tramdijk geopend, dit wandelpad wordt op de kaart met rood aangeduid. De VHM sloot zich in 2005 aan bij de (ondertussen opgedoekte) bosgroep Dijle- en Geteland. 
In 2006 ontvangt de VHM de Bosereprijs van de Vereniging voor Bos in Vlaanderen (= het huidige Bos+), een kunstwerkje van de hand van Ad Wouters dat vervaardigd is uit inheems hout met FSC-ecolabel, gegroeid in het Leuvense Meerdaalwoud. Eveneens in datzelfde jaar versmolt de werkgroep animatie met de werkgroep Natuurgidsen.
In 2007 werd het archief toevertrouwd aan KADOC en verhuisde de kaas- en spaghettiavond naar zaal De Roosenberg in Oud-Heverlee.  
De Appeljée werd in gebruik genomen als onderkomen voor de terreinploeg in 2011. De naam is een woordspeling op ‘appel’ (verwijzend naar de appelfabriek die er vroeger was gevestigd) en ‘atelier’, de loods waar de Doode Bemde beheerploeg gestationeerd is. Daarnaast vond ook de inhuldiging plaats van een gedenksteen voor de overleden medewerkers van de Doode Bemde. Deze steen werd eveneens vervaardigd door Ad Wouters.  
In 2021 verandert de kaas- en spaghettiavond in de kaas- en spaghettidag vanwege de beperkingen door de coronacrisis. Er wordt voor het eerst met een middag- en een avondshift gewerkt: oorspronkelijk omwille van de verplichte coronamaatregelen met betrekking tot het aantal toegelaten mensen, uiteindelijk werd dit concept behouden omdat het leefbaarder en minder stressvol was voor de vrijwilligers van dienst.  
Ook in 2021 besloot de provincie Vlaams-Brabant haar financiële steun voor het educatief binnenproject stop te zetten en stelde ze een nieuwe subsidie op voor natuurateliers die doorgaan aan het Streekhuis Dijleland. 
In 2022 volgt de officiële opening van het Streekhuis Dijleland i.s.m. Regionaal Landschap Dijleland e.a. aan het zoet water te Oud-Heverlee. 
In 2023 was de vereniging één van de kernpartners voor de erkenning van het Nationaal Park Brabantse Wouden Vlaanderen: een vervolmaking en uitbreiding van het in 1981 ontworpen Natuurpark Dijleland.  

## Werking
De Vrienden van Heverleebos en Meerdaalwoud zijn actief op drie verschillende vlakken: natuureducatie, beleidswerk en natuurbehoud.  
De natuureducatie wordt verzorgd door de werkgroepen Natuurgidsen en Educatie, het beleidswerk wordt uitgevoerd door de werkgroep Dijleland en het natuurbehoud omvat het beheer van de Doode Bemde. Al deze werkgroepen worden bijna volledig door vrijwilligers gedragen. Daarnaast kan de vereniging eveneens een beroep doen op vrijwilligers voor sporadische evenementen zoals de jaarlijkse kaas- en spaghettidag en zwerfvuilacties, evenals voor de tweewekelijkse beheerwerken in het natuurreservaat de Doode bemde. Ter ondersteuning van dit vrijwilligerswerk heeft de vereniging ook enkele vaste werknemers in dienst.  

### De werkgroep Educatie
Onmiddellijk na haar stichting startte de VHM met studiereizen en een uitwisseling van bosklassen met het Instituut Voor Natuurbescherming (IVN) in Nederland. Daarnaast richtte ze ook colloquia en studiedagen over natuurbehoud en ruimtelijke ordening in, met binnen- en buitenlandse sprekers.  
Sinds 1983 is er bovendien een jaarlijks georganiseerd interactief educatief project voor kleuters en lagereschoolkinderen dat telkens tot 120 klasjes aantrekt en op vrije schooldagen opengesteld wordt voor kansengroepen en senioren. Sinds enkele jaren is het educatief project opgesplitst in natuurateliers in en rond het oud-gemeentehuis te Heverlee en in en rond het Streekhuis Dijleland, aan het Zoet Water, in de Doode Bemde en aan de Kluis. Op deze laatste locatie verzorgt de VHM ook bosklassen op aanvraag van scholen.  

### De werkgroep Natuurgidsen
De hoofdactiviteit van deze werkgroep is het organiseren en begeleiden van natuurwandelingen in regio Leuven en met uitbreiding hiervan in het hele Dijleland. Deze activiteiten omvatten o.a. planteninventarisaties in de holle wegen van de Dijlevallei, in de graslanden van de Doode Bemde en in Leuven centrum. Daarnaast wordt er jaarlijks ook een 100- tot 150-tal natuurwandelingen voor het grote publiek georganiseerd (zowel op aanvraag als eigen programmatie van de vereniging), en kunnen er wandelingen op aanvraag gegidst worden voor scholen.
Er wordt ook ingezet op vorming van de gidsen: In samenwerking met Natuurpunt is er de tweejaarlijkse cursus natuurgids, aangevuld met bijscholingen vanuit de VHM zelf. 
Verder worden er ook ‘Warme Winteravonden’ georganiseerd voor het grote publiek. Dit zijn voordrachten over actuele natuur- en milieuthema’s die de VHM organiseert i.s.m. Natuurpunt Leuven, RLD en stad Leuven. 
Met telkens rond de honderd aanwezigen zorgen deze avonden voor een betekenisvolle bijdrage aan de kennis over de natuur en onze omgeving. 

### De werkgroep Dijleland
Deze werkgroep focust zich op alle beleidsmateries inzake ruimtelijke ordening, natuur en milieu. Dit omvat het opvolgen van structuurplannen en –visies, sectorplannen op verscheidene beleidsniveaus en de daarmee gepaard gaande regelgeving en activiteiten. Deze regelgeving en activiteiten omvatten commissies, adviesraden, openbare onderzoeken, vergunningen en handhaving.
Het geografisch werkingsgebied bevindt zich binnen de grenzen van het Regionaal Landschap Dijleland maar in de praktijk ligt het voornamelijk in de Leuvense agglomeratie en ten zuiden hiervan.  
De werkgroep bestaat uit vertegenwoordigers van de VHM en van gelijkgestemde natuurverenigingen uit de regio.  

### De werkgroep Doode Bemde

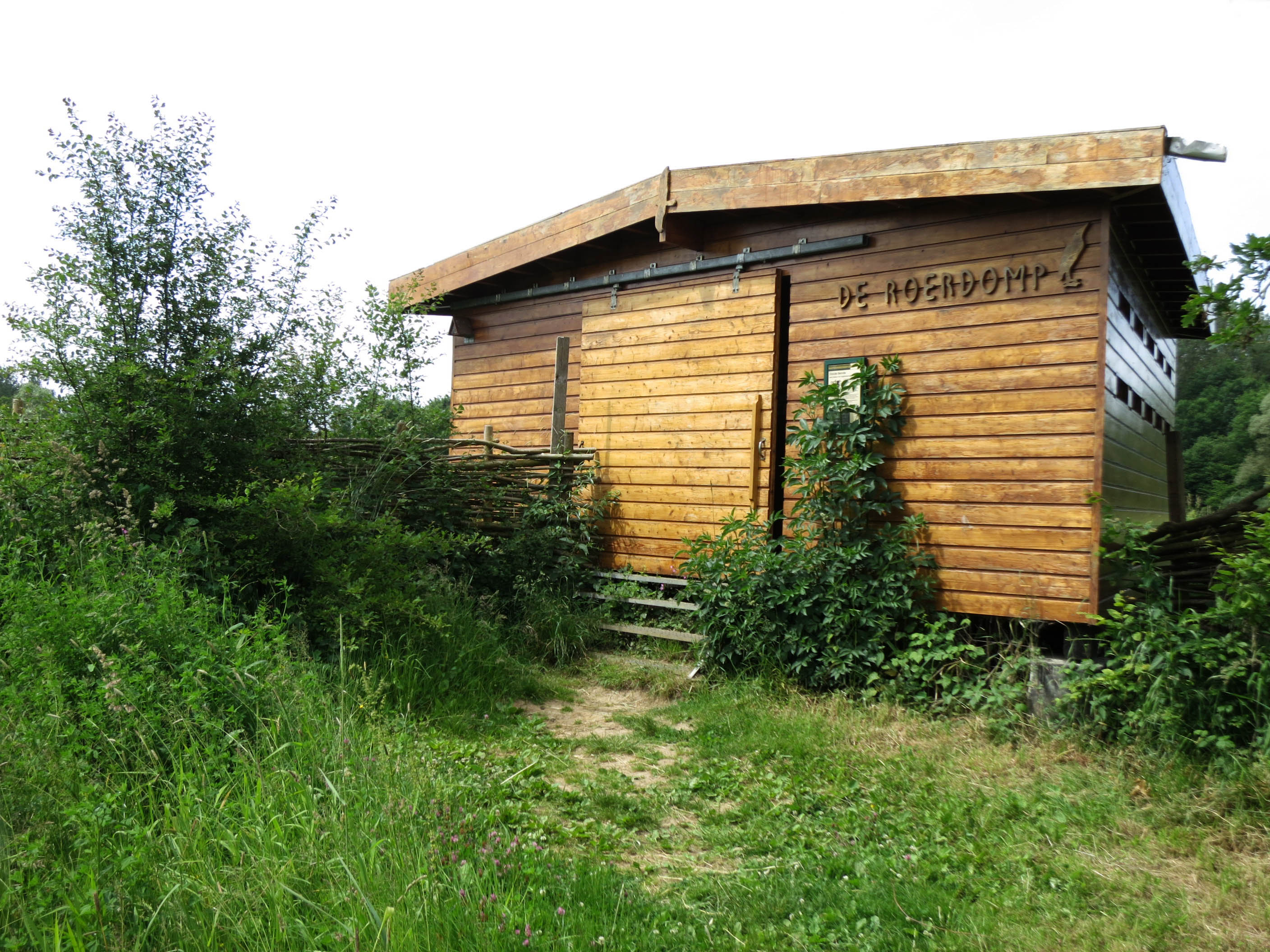
Vogelkijkhut De Roerdomp in de Doode Bemde

De werkgroep Doode Bemde heeft als activiteiten het aankopen of huren van terreinen en materiaal, het maken van beheerplannen en het aansturen van de terreinploeg en de vrijwilligers. De Doode Bemde heeft een oppervlakte van ongeveer 286 ha en ontstond in 1981 door de aankoop van de weide van Vonckx gelegen tussen de parking in de Reigersstraat en de spoorweg. De Doode Bemde wordt beheerd door de vereniging volgens een door de Vlaamse overheid goedgekeurd beheerplan. 
Het beheer in De Doode Bemde beperkt zich echter niet tot de graslanden. De Dijle kronkelt volledig vrij door het natuurgebied en heeft bijgevolg ook een duidelijke impact op het terreinbeheer. 
In de Doode Bemde zelf kan er beroep gedaan worden op de twee vogelkijkhutten die de vereniging er in de loop der jaren geplaatst heeft, zodat de aanwezige wandelaars een beter zicht krijgen op de vijvers en hun biotoop. 

## Infocentrum
Het infocentrum van VHM bevindt zich in het voormalige gemeentehuis van Heverlee en herbergt een kleine natuurbibliotheek, evenals een winkeltje waarin voornamelijk eigen publicaties en enkele regionale stafkaarten te koop aangeboden worden. Ook voor het uitlenen (enkel aan leden) van de erkende opgezette dierencollectie kan men hier terecht.  

## Deelprojecten
De VHM vzw heeft ook twee deelprojecten lopen, enerzijds het Dijlewolvenpad en en anderzijds het circulair houtproject ‘Hout uit het Woud’.
Het Dijlewolvenpad is een speurtocht die zich bevindt in drie kleine stadsparkjes van Leuven bij de vroegere Wolvenpoort. De drie parken waar deze speurtochten plaatsvinden zijn het Van Dalepark, het Rambergpark en het Dijlepark.
In samenwerking met verschillende partners is VHM een ‘living lab’ gestart waarbij ze lokaal hout uit het Meerdaalwoud probeert in te zetten voor de bouw van houtconstructies/meubelen (binnen het kader van de Brabantse Wouden). Dit hout zou ook hergebruikt worden als de houten constructie zijn functie verliest. 

## Communicatie en publicatie
De communicatie naar de leden toe gebeurt driemaandelijks via het ledenblad ‘Tijdingen’. Met regelmaat zijn er jaarboeken gepubliceerd
De vereniging stond eveneens in voor de uitgave en verspreiding van educatieve wandelbrochures en wandelkaarten voor de parken in de streek van Leuven. 
Daarnaast bracht VHM in 2023 ook het dubbelboek ‘Brabantse Wouden – Verhaal van een landschap’ en ‘Brabantse Wouden – Een blik op de biodiversiteit’ uit naar aanleiding van de oprichting van het Nationaal Park Brabantse Wouden.